# Stina Stoor
Stina Maria Silene Ericson Stoor (née Stina Maria Johansson le 6 janvier 1982 à Bjurholm) est une écrivaine suédoise.

## Biographie
Stina Stoor a grandi à Balåliden dans la municipalité de Bjurholm dans la partie du comté de Västerbotten issue de l'ancienne province d'Ångermanland.
Après une enfance esseulée passée dans une campagne isolée, elle traverse une adolescence difficile, traversée de fugues et tentative de suicide, arrêtant ses études au lycée.
En 2011, elle participe au concours de nouvelles de la ville d'Umeå. Pendant neuf jours, elle écrit la nouvelle För vår del (Pour notre part) qui en sera la lauréate.
Son écriture dialectale et chantante, la mentionnant comme une écrivaine samie, révèle ses origines finno-suédoises et tornedaliennes.
La critique suédoise cite l’influence d’auteurs tels que Jane Austen, Thomas Bernhard, Jorge Luis Borges, Shirley Jackson, Tove Jansson, Carson McCullers, Joyce Carol Oates, Per Olov Enquist, Torgny Lindgren, Sara Lidman.
Elle fait paraître ses nouvelles sous différentes formes : recueil, anthologie, littérature de jeunesse et pièce radiophonique.
En 2016, elle est l'hôte des émissions de radio Sommar en P1 et Vinter en P1.
Elle a deux filles de son premier mariage avec le psychologue Petter Stoor. En 2018, elle épouse Peter Ericson, alors ambassadeur de Suède à Moscou, devenu plus tard consul général à Istanbul.

## Œuvres
- Ojura, Novellix, 2013
- Bli som folk (Ressembler aux autres), Norstedts, 2015, recueil traduit en français sous la direction d’Elena Balzamo publié sous le titre Sois sage, bordel ! par Marie Barbier éditions et avec le soutien de l’institut suédois[1],[2]
- Bleu ciel et Lumières de pissenlit, audio Tundell Salmson, 2015
- « Monte Carlo » dans le Västerbotten Four par PO Enquist, Sara Lidman, Torgny Lindgren et Stina Stoor, Novellix, 2017
- « Hundhålen » dans l'anthologie Amitié et pattes chaudes : histoires sur le meilleur ami de l'homme, Brombergs, 2018
- « Gåvan » (Le Cadeau), dans l'anthologie des nouvelles suédoises d'Almqvist à Stoor, Bonniers, 2018
- Halsduken (L'Écharpe), Rabén et Sjögren, 2020

## Prix
- 2012 : Prix de la nouvelle d'Umeå, pour «För vår del ». 'Parce que dans sa prose entêtée avec un soin profond et une netteté des détails, elle dépeint des personnes et des environnements qui, dans leur présence presque physique, se gravent dans la mémoire du lecteur.'[3]
- 2013 : Prix des auditeurs de la Sveriges Radio pour sa nouvelle «Gåvan».
- 2015 : Nommée pour le prix August. '« Bli som folk » n'est rien de moins qu'un renouveau de l'art de la nouvelle suédoise.' [4]
- 2016 : Katapultpriset pour « Bli som folk ». 'Un art de la nouvelle où le regard de l'enfant est au centre. Le monde afflue et tout est ressenti, entendu, vu et pesé et signifie tout autant.' [5]